# 錢德昌
钱德昌（?—?），直隶乐亭县人，清朝政治人物、進士出身。
咸丰九年（1859年）己未科進士。后河南唐县知县，加运同衔，候补直隶州，赏戴花翎，同治甲子科同考官。